# مفيش مشكلة خالص
أعزائي المشاهدين.. مفيش مشكلة خالص، برنامج كوميدي ساخر يقوم على النقد الاجتماعي في شكل فني، قام بتقديمه الفنان (محمد صبحي)، من خلال فقرات متنوعة، حيث تختلف كل حلقة حسب موضوعها، ويقدم في كل حلقة مسرحية جديدة مع إعادة تقديم شخصيات قديمة مثل عم أيوب وسنبل وعلي بية مظهر.

## الموسم الأول

### الحلقات
| رقم الحلقة | أسم الحلقة     | تاريخ الحلقة   | مسرحية الحلقة         | أبطال المسرحية |
| ---------- | -------------- | -------------- | --------------------- | --- |
| 1          | الاستهلاك      | 07 نوفمبر 2015 | يادي المنظرة          | شريف صبحي - محمد نبيل - محمد الجبالي - سوزان مدحت - يسري عبد الهادي - عبد الرحمن علي - مهاب حسين - هناء الشوربجي - شريف محسن - فيولا - ريم أحمد |
| 2          | التعليم        | 14 نوفمبر 2015 | ومن أعمالكم سُلّط عليكم | فيولا غادة فلفل شريف محسن وسماح السعيد وعبد الرحيم حسن وكمال عطية                                                                               |
| 3          | الأسرة         | 21 نوفمبر 2015 | الغربة                | تامر فرج - سماح السعيد - غادة فلفل - كمال عطية - إيمان مدحت                                                                                     |
| 4          | التمييز        | 28 نوفمبر 2015 | راجل ونص              | غادة رجب - غادة فلفل - (علي بيه مظهر) |
| 5          | الاختيار       | 05 ديسمبر 2015 | حادي بادي             | عبد الرحيم حسن - ريم أحمد - سماح السعيد - شريف صبحي - شوقي طنطاوي (عم أيوب)                                                                     |
| 6          | الاطفال        | 12 ديسمبر 2015 | أمبراطورية سين        | أحمد عبد الرحيم - مريم عمرو - غادة فلفل |
| 7          | الإشاعات       | 19 ديسمبر 2015 | الحبونوس              | محمد الجبالي-شريف محسن - ريم أحمد - مها سناري - شريف صبحي - سوزان مدحت - محمد نبيل - شوقي طنطاوي - سماح السعيد - عبد الرحيم حسن                 |
| 8          | التعصب         | 26 ديسمبر 2015 | المتعصبون             | غادة فلفل - سماح السعيد - كمال عطية - شريف محسن - شيماء مهدي - عبد الرحيم حسن - طارق سليمان                                                     |
| 9          | السلوك الحضاري | 02 يناير 2016  | أظهر وبان             | غادة رجب - شوقي طنطاوي - دنيا صلاح عبد الله - سماح السعيد - شرف صبحي - منير مكرم - عبد الرحيم حسن - طارق سليمان                                 |
| 10         | العمل          | 09 يناير 2016  | أيه العمل             | عبد الرحيم حسن - ياسمين علي - شريف محسن - شوقي طنطاوي - مفيدة شيحة - جميل راتب - (سنبل)                                                         |
| 11         | الشباب         | 16 يناير 2016  | ليت الشباب            | نشوى الأبياري - فيولا - أسر علي - أحمد الخطيب - بوسي الهواري-شريف محسن                                                                          |
| 12         | إعلنوا الحب    | 23 يناير 2016  | حب كدة وكدة           | شريف محسن - عنبر - بوسي الهواري - غادة فلفل - عادل سامح - عبد الرحيم حسن - رويدا النعيم - ياسمين علي                                            |
| 13         | أجمل ما فينا   | 30 يناير 2016  | أبيض وأسود            | سماح السعيد - شريف محسن - شوقي طنطاوي - غادة فلفل - عبد الرحيم حسن - هناء الشوربجي - بوسي الهواري - غادة رجب                                    |

## الموسم الثاني

### الحلقات
| رقم الحلقة | أسم الحلقة          | تاريخ الحلقة  | مسرحية الحلقة                       | أبطال المسرحية |
| ---------- | ------------------- | ------------- | ----------------------------------- | --- |
| 1          | غسيل المخ           | 01 أبريل 2016 | العصر الإنضغاطي                     | سما أبراهيم- حازم القاضي-هناء الشوربجي-ريم أحمد-شريف بديع - محمد رضوان |
| 2          | ايه النظام          | 08 أبريل 2016 | البتاعة                             | محمد نبيل - شريف محسن -عبد الرحيم حسن - سماح السعيد - فايق عزب - محمد هماش |
| 3          | البطالة كارثة وطن   | 15 أبريل 2016 | ضايع حقي                            | حازم القاضي - شريف محسن - شريف حمد-ريم أحمد - فايق عزب - شريف صبحي - محمد رضوان - محمد نبيل - جهاد أبو العينين - إبراهيم الترامسي                                                     |
| 4          | ذوي القدرات الفائقة | 22 أبريل 2016 | البطل                               | شريف محسن - غادة فلفل- أحمد شمس الدين-بوسي الهواري -عبد الرحيم حسن - شريف صبحي |
| 5          | الزواج              | 29 أبريل 2016 | جوازة جديدة                         | سماح السعيد |
| 6          | العشوائيات          | 06 مايو 2016  | كدة وكدة                            | محمد رضوان - مريم عمرو- شريف صبحي -بوسي الهواري -سماح السعيد - غادة رجب - عبد الرحيم حسن - محمد نبيل-ابراهيم الترامسي-غادة فلفل - ناجي سعد - عواطف حلمي                               |
| 7          | الكذب               | 14 مايو 2016  | ألف حيلة وحيلة من قصة الملك العريان | محمد رضوان - محمد الجبالي - عبد الرحيم حسن - محمد نبيل - إبراهيم الترامسي - شريف محسن - شريف صبحي - عبد الحميد خالد - سماح السعيد                                                     |
| 8          | المرور              | 27 مايو 2016  | أحترس فيه رادار                     | مها سناري - حازم القاضي - محمد رضوان - شريف محسن - بوسي الهواري - محمد الجبالي - مريم عمرو - ريم أحمد - شريف صبحي - سماح السعيد - إبراهيم الترامسي                                    |
| 9          | في حب سوريا         | 3 مايو 2016   | أغلى هدية                           | * عبد الرحيم حسن - شريف محسن - سماح السعيد - بوسي الهواري - شريف صبحي - علا شحادة * فرقة أبو هاشم للعراضة السورية-وعد البحري-كورال اطفال مدرسة بناء الحضارة - فرقة أنتيكا - محمد هماش |

## وصلات خارجية
- أعزائي المشاهدين مفيش مشكلة خالص
- الحلقات الكاملة الموسم الأول | أعزائي المشاهدين... مفيش مشكلة خالص
- الحلقات الكاملة الموسم الثاني | مفيش مشكلة خالص